# The Lake (EP)
The Lake è un EP del gruppo musicale Antony and the Johnsons, pubblicato nel 2004.

## Tracce
1. The Lake - 5:23 (Antony Hegarty)
2. Fistful of Love - 5:52 (Antony Hegarty, Lou Reed)
3. The Horrors Has Gone (Antony Hegarty)